# Überschall 1996
Überschall 1996 è uno split contenente canzoni dei Faust, Stereolab e Foetus. Il disco venne prodotto in un'edizione limitata di sole 2 000 copie. Venne pubblicato in concomitanza con il 1996 Überschall Festival di Brema, Germania. Alcune delle copie vennero regalate proprio durante il festival.

## Track list

### Lato A
1. Stereolab - "Percolations"  – 3:22
2. Faust - "Right Between Yr Eyes"  – 2:45

### Lato B
1. Foetus - "Herds"

"Percolations" apparve in seguito sul disco degli Stereolab Aluminum Tunes. "Right Between Yr Eyes" apparve sul disco dei Faust Abzu.